# De Corvatiae desolatione
De Corvatiae desolatione (slovensko: Opustošena Hrvaška) je govor, ki ga je imel Simon Begnius najprej med Petim lateranskim koncilom 27. aprila 1513; tukaj objavljeni govor pa pred papežem Leonom X.  in kardinali 5. novembra 1516. V njem opozarja na nevarnost, ki jo pomenijo na Hrvaško prodirajoči turški muslimani za vso krščansko Evropo ter poziva papeža, naj pokrene križarsko vojno. 

## Opis
Ohranila sta se dva latinska govora zadrskega humanista, modruškega škofa, prevajalca ter utemeljitelja in izdajatelja glagolskih knjig Simona Begnija – Šimuna Kožičića-Benja (1460-1536). Prvi govor je imel na šesti seji Petega lateranskega vesoljnega cerkvenega zbora 27. aprila 1513, v katerem podaja težke razmere na hrvaško-dalmatinskem ozemlju, kamor so Turki ne le napadali, ropali in morili, ampak so tudi nezadržno osvajali nova ozemlja. Drugega govora ni povedal na kakem koncilskem zasedanju, ampak – kar je precej nenavadno – med njimi, in sicer le pred papežem Leonom X. in pred kardinali dne 5. novembra 1516. Govora sta izšla v tisku pri rimskem založniku Marcelu Silberju kmalu po tem.  Prvi je govor objavljen pod naslovom Simonis Begnii, episcopi Modrusiensis, oratio in sexta Lateranensis concilii sessione quinto Kalendas Maias habita MDXIII. Za drugi govor, ki ima naslov ’’Simonis Begnii, episcopi Modrusiensis, de Corvatiae desolatione oratio ad Leonem X, Pontificem Maximum, Nonis Nouembris habita MDXVI so dolgo mislili, da je ohranjen le deloma, z luknjo v sredini, ki pa je večina prevajalcev in prirediteljev ni niti opazila. 

Dosedanji obdelovalci Simonovega govora De Corvatiae desolatione so uporabljali izvod, ki ga hrani NSK v Zagrebu pod signaturo R II F-8o-126 (sig. vet. R 2.554). Knjigo so izvirno tiskali kot en zvežček z dvanajstimi stranmi v četrtinski obliki, in so torej obstajali trije dvolisti preganjeni v sredini; zagrebškemu izvodu manjka ravno srednji dvolist, ki ga je bilo potrebno najti v kakem celotnem delu. Po inozemnih knjižnicah jih obstaja celo več. 

## Zgodovinsko ozadje
Na domačem obzorju je v tem obdobju prevladovala protiturška obramba, na mednarodno-cerkvenem obzorju pa je potekal Pizanski koncilček in – kot protiutež – Peti lateranski vesoljni cerkveni zbor. Njegovi cilji so bili: ponovna vzpostava cerkvene enotnosti, obnova Cerkve ter križarski pohod zoper Osmanovce. 

Največja ovira cerkvene enotnosti so bili francoski-galikanski privilegiji, ki so podpirali konciliarizem. Francoski kralj je ob podpori svetorimskega nemškega cesarja sklical (Drugi) Pizanski koncil, tako imenovani conciliabulum (koncilček), ki naj bi izpeljal načela konciliarizma do konca in torej odstavil rimskega papeža. To se ni posrečilo, ampak so krščanski vladarji po vrsti priznali »papežev«, lateranski koncil. 

Obnova Cerkve in capite et in membris (v glavi in v udih) je zadevala posvetnost in počutnost, razkošno življenje ter podkupljivost, ki so jim bili podvrženi ne le nižji, ampak tudi najvišji cerkveni predstavniki, od papeža navzdol; to se je pokazalo zlasti za časa vladavine Aleksandra VI.. Njegov naslednik Julij II. je odnose z velikimi silami le še zaostril. Lateranski koncil je glede vsega tega sicer sprejel odlične ukrepe, vendar so ti ostali bolj ali manj le mrtva črka na papirju. 

Iz tega se vidi, da je bila največja ovira za enoten nastop zoper Turke nesloga med krščanskimi vladarji s papežem vred. Razmerje se je spremenilo po Julijevi smrti, ko je bolj spravljivo smer ubral njegov naslednik Leon X. . Ko je umrl 1515 zagrizen galikanec Ludvik XII., se je njegov naslednik Franc I. osebno srečal z novim papežem v Bologni ter 18. Avgusta 1516 z njim sklenil sporazum (konkordat), ki je bil vsaj za spoznanje ugodnejši za papeža in ga je uradno sprejela Cerkev na 11. koncilskem zasedanju, 19. decembra 1516; francoski staleži z njim niso bili zadovoljni, saj je povečal kraljeve predpravice njim na rovaš. 

V teh okoliščinah enotnost Cerkve (ki je zanjo pogoj tudi notranja prenova) in mir med krščanskimi vladarji nista samo načelni vprašanji, amapk nujen predpogoj za golo preživetje – ne le za Dalmacijo in Hrvaško, ampak tudi za Rim in vse krščanstvo. Kožičić-Begnius je užival velik ugled, če ga je papež postavil za prvega govornika med zasedanjem, ki ga je vodil že novi papež. V govoru iz leta 1513 Simon razgrinja cerkveno zgodovino, koncilske razkole, neslogo med vladarji in druge nesreče, ki so zadevale Cerkev in posledično pripeljale do izgube večine krščanskih dežel. Modruški škof sicer nasprotuje konciliarizmu, vendar sprejema papeško vrhovno oblast le pogojno. Govornik omeni nova turška osvajanja ter neslogo cerkvenih in posvetnih vladarjev; nato ostro graja stalne medsebojne spore v Italiji, ki je postala »trdnjava vseh vojn, ki sedaj besnijo«   Na novega papeža Leona se poln upanja obrača kot na odrešenika in ga poziva na vojno zoper Turke, ki bo možna samo z vzpostavitvijo notranje sloge. 

V govoru 1516 pa so Turki še napredovali; zato je govornikov edini namen, da nagovori papeža, naj se več ne obotavlja, ampak pokrene križarsko vojno. V tem govoru tudi zelo poveličuje nekdanje francoske križarje, medtem ko je v prvem govoru karal francosko razkolniško delovanje na pizanskem koncilčku z očitnim namenom, da bi jih pridobil za podobno vlogo v novem podjetju. Seveda Kožičić ni mogel niti slutiti, da bo nastopila med kristjani še hujša nesloga z nastopom protestantizma, kar bo osvajajočim muslimanom dalo novega poleta. 

## Vsebina
Tukaj objavljeni govor je torej drugi in Begnius spominja na prejšnji govor iz 1513; nato pohvalno omenja zgodovino družine Frankopanov ter sedanje žalostne razmere, ko so velikaši obubožali, posestva so oropana, večino krščanskega prebivalstva pa so muslimanini odpeljali v sužnost. V tem govoru od papeža več ne prosi, ampak kar zahteva pomoč: 
Ti si pastir ovc, tebe je Bog postavil nad kraljestva in vladarje, iz tvojih rok bo zahteval obračun za kri ubogih kristjanov.
Če pa pomoči ne bo, grozi nevarnost ostali Evropi in tudi samemu Rimu. Papež Leon (Lev) naj torej pokrene križarsko vojno »in pobegnila bo kača pred levom, ki jo bo rjoveč preganjal«. Pri podobi »leva« še enkrat poziva na odgovornost papeža, ki bo za svojo nedejavnost odgovarjal pred Bogom. 

## Ocena
Najdba celotnega besedila Kožičevega govora De Corvatiae desolatione (1516) je pomembna ne le zategadelj, ker veča delo tega humanista, tiskarnarja glagolskih knjig in od Turkov pregnanega škofa, ampak tudi zato, ker omogoča primerjavo njegovih dveh nastopov pred papežem Leonom X.. Skupen jima je malodane obupen govornikov poskus, da bi dobil pomoč zoper muslimansko uničevanje njegove škofije in domovine; po drugi strani pa obstajajo med govoroma precejšnje razlike. 

V govoru 1513 je Begnijeva razlaga precej obširna in pregledna; govor 1516 je skoraj za polovico krajši in ima nemirno sestavo. Prvi govor poleg poziva za pomoč še omenja koncilske temi, kot je recimo cerkvena enotnost in obnova; drugi pa je osredotočen na zahtevo po takojšnjem podvzemanju križarske vojne. V prvem govoru Kožičić novega papeža pozdravlja, ga hvali in upa, v drugem pa ga ostro opominja in mu skoraj grozi. 

Nedvomno so k temu prispevale tudi poslabšane razmere doma, kakor tudi na širši politični in cerkveni pozornici. Francoske kardinale na primer v prvem govoru omenja v negativni zvezi kot krivce za cerkveni razkol; ko sta pa novembra 1516 Leon in Franc sklenila sporazum, Francoze hvali in poudarja sijajen zgled njihovih velikašev v križarskih vojnah. 

Karanje papeža in hvaljenje francoskih vitezov je gotovo vplivalo na zanimivo prisrčen sprejem Begnijevega govora med Francozi, da je bil kar štirikrat natisnjen v fancoskem prevodu v zbirkah, ki zagovarjajo galikanske privilegije v boju francoskih staležev zoper kralja in papeža.  

## Slikovna zbirka
- Grb škofa Simona Begnija (Šimun Kožičić-Benja) kakor je odtisnjen na Simonovih glagolskih knjigah
- Govor na šesti seji Petega lateranskega vesoljnega cerkvenega zbora; tiskano 1530
- Slika iz 16. stoletja v Zadrskem muzeju, za katero menijo, da predstavlja Simona Begnija.
- Simon Begnius: De Corvatiae desolatione, Pariz, ok. 1516.
- Simon Begnius: De Corvatiae desolatione, Pariz 1518 s francoskim prevodom.
- Simon Begnius: De Corvatiae desolatione, Pariz 1518. Začetek francoskega prevoda.
- Cvetnik francoskih galikanskih listin ter Kožičičev De Corvatiae desolatione, francoski prevod. Pariz 1560.
- Cvetnih francoskih listin "privileges du Roy". Pariz 1561. s prevodom "De Corvatiae desolatione".